# メトロポリタン・スタジアム
メトロポリタン・スタジアム（Metropolitan Stadium）は、アメリカのミネソタ州ブルーミントンにかつて存在したスタジアム。MLBミネソタ・ツインズ、NFLミネソタ・バイキングスがそれぞれ1961年から1981年まで本拠地にしていた。また北米サッカーリーグのミネソタ・キックスが1976年から1981年まで本拠地にしていた。愛称は「The Met」。
1956年にマイナーリーグAAA級のミネアポリス・ミラーズ（1956年 ～ 1957年はニューヨーク・ジャイアンツ傘下、1958年 ～ 1960年はボストン・レッドソックス傘下）の本拠地球場としてオープンした。
1970年にNFLとAFLが統合した際にNFLチームの本拠地は50000人以上収容することが条件とされたが本スタジアムは特例として認められた。バイキングスは収容能力のより高いミネソタ大学のメモリアル・スタジアムを本拠地とすることは考えず新スタジアム建設を要望した。またミネソタ・ツインズは1981年以降のリース契約を更新しないことを決定、ヒューバート・H・ハンフリー・メトロドームが建設されることになり両チームは1982年から本拠地を移した。
1992年、メトロポリタン・スタジアムの跡地に建てられたモール・オブ・アメリカがオープンした。モール・オブ・アメリカは全米でも最大級のショッピングモールである。モールの中央にあるテーマパークの北西端には、メトロポリタン・スタジアムのホームベース跡が残されている。

## 主要な出来事

### 野球
1961年4月21日、ツインズの新本拠地初試合がセネタースとの間で行われ3-5でツインズは敗れた。
1965年7月13日、オールスターゲームが開催されナショナルリーグが6-5でアメリカンリーグを下した。同年ツインズがワールドシリーズに出場しスタジアムでの試合も開催された。
1971年8月10日、ハーモン・キルブルーが通算500本塁打を達成した。
1981年9月30日、スタジアムでのツインズの最終戦が雨の中、カンザスシティ・ロイヤルズとの間で行われ2－5でツインズは敗れた。

### NFL
ミネソタ・バイキングスはこのスタジアムで11回プレーオフを戦い8勝3敗であった。1969年にはNFLチャンピオンシップゲームが行われバイキングスが勝利し第4回スーパーボウルに出場した。
| 前本拠地： グリフィス・スタジアム 1911 - 1960 | ミネソタ・ツインズの本拠地 1961 - 1981     | 次本拠地： メトロドーム 1982 - 2009 |
| 前本拠地： n/a -                              | ミネソタ・バイキングスの本拠地 1961 - 1981 | 次本拠地： メトロドーム 1982 - 2013 |